# Honorata z Pawii
Honorata z Pawii, wł. Onorata di Pavia (ur. w Pawii, zm. 11 stycznia 500 tamże) – rodzona siostra św. Epifaniusza (+496), dziewica, święta Kościoła katolickiego.
O jej życiu wiadomo z Vita Epiphanii biografii jej brata, biskupa Pawii, napisanej przez św. Magnusa Felixa Ennodiusa (+521).
Była najmłodszą z czterech sióstr Epifaniusza o imionach: Specjoza (Speciosa), Luminoza (Luminosa) i Liberata. Wszystkie pobożne kobiety uznano później za święte dziewice. Według niektórych współczesnych badaczy tylko św. Honorata była siostrą św. Epifaniusza.
Honorata otrzymała staranne wykształcenie, a brat poświęcił ją służbie Bogu (virgo Deo dicata). 
Podczas najazdu na miasto w 476 roku, przez Gotów, została branką Odoakra (+493). Epifaniusz doprowadził do uwolnienia jej i innych jeńców.
Życie Honoraty przepełnione było modlitwą i dobrymi uczynkami. Zmarła śmiercią naturalną w opinii świętości i została pochowana obok brata w kościele św. Wincentego w rodzinnym mieście.
W ikonografii przedstawiana jest w tunice z księgą
Jej wspomnienie liturgiczne obchodzone jest w dzienną pamiątkę śmierci.